# Maracanã (singolo)
Maracanã è un singolo del rapper italiano Emis Killa, pubblicato il 28 maggio 2014 come unico estratto dalla riedizione del terzo album in studio Mercurio.

## Descrizione
Scritto da Emis Killa insieme a Big Fish, Aquadrop e Alessandro Erba, Maracanã è uno dei quattro inediti contenuti nell'edizione speciale dell'album, previsto per il 10 giugno, ed è stato utilizzato come sigla di Sky Sport per il campionato mondiale di calcio 2014.
Il titolo del singolo è un chiaro omaggio all'omonimo stadio.

## Video musicale
Anticipato da un trailer il 21 maggio, il videoclip del brano è stato pubblicato sul canale YouTube di Emis Killa il 28 dello stesso mese.
Girato a Rio de Janeiro, il video inizia mostrando un gruppo di bambini delle favelas che canta applaudendo. Un altro bambino vede il gruppo dal balcone e scende in strada a palleggiare contro il muro di un'abitazione. Non appena il gruppo si accorge di lui, questi ruba il pallone al bambino per poi scappare in direzione del campo da calcio del quartiere. Il bambino insegue il gruppo, il quale inizialmente non lo lascia entrare in campo. Non appena riesce a entrare, comincia a segnare goal e a fine partita viene abbracciato gloriosamente dal gruppo e lanciato in aria in segno di festa.
Nel corso del video appare anche Emis Killa, il quale canta il brano inizialmente in un punto panoramico della città, per poi addentrarsi nelle favelas e interagire con la popolazione locale suonando il batucada insieme ad altri ragazzi e ballare con loro. Durante tutto il video appaiono inoltre numerose immagini della città come il Cristo Redentore, la funivia per il Pan di Zucchero, la spiaggia di Copacabana, le favelas, gli archi di Lapa e, ovviamente, lo Stadio Maracanã.
Il video si conclude con il bambino che palleggiava che tenta, giocando, di impossessarsi del berretto da baseball di Emis Killa, con quest'ultimo che cerca di schivarlo, poi se lo toglie e lo mette in testa al bambino.

## Tracce
1. Maracanã – 3:35 (testo: Giambelli, Zanotto – musica: Airaghi, Basoski, Dagani, Erba)

## Classifiche

### Classifiche settimanali
| Classifica (2014) | Posizione massima |
| ----------------- | ----------------- |
| Italia            | 1                 |

### Classifiche di fine anno
| Classifica (2014) | Posizione |
| ----------------- | --------- |
| Italia            | 47        |